# Riaza (rivière)
Pour les articles homonymes, voir Riaza (homonymie).
Le Riaza est cours d’eau espagnol coulant dans la communauté autonome de Castille-et-León, dans les deux provinces d'Espagne de Ségovie et de Burgos, et un affluent de rive gauche du fleuve le Douro.

## Géographie
Son cours fait 104 km de longueur[réf. nécessaire]. le Riaza prend source au nord-ouest du sommet la Pena la Silla (1 935 m) dans la commune de Riofrío de Riaza, dans la province de Ségovie. Il est longé par la route nationale espagnole N-110 ou Carretera de Madrid qui dessert les villes de Soria - Segovie - Avila - Plasencia.
Puis le Riaza traverse l'autoroute A-1 ou autoroute del Norte sur la commune de Campillo de Aranda et la route nationale 122 puis le canal de Aranda qui longe la commune de Aranda de Duero.
Il conflue dans la province de Burgos, sur la commune de Roa, à environ 820 m d'altitude.

### Bassin versant
Le Riaza a un bassin versant de 1 103 km2[réf. nécessaire]

## Affluents
Les principaux affluents sont :
- le rio Aguisejo (rd[note 1]), 25 km qui conflue près de Languilla
- l'arroyo del Vial (rg),
- l'arroyo pardilla (rg),
- l'arroyo de Riofresno (rg),

## Hydrologie
Le Riaza a un module de 2,68 m3/s[réf. nécessaire]

## Aménagements et écologie
Le barrage et lac réservoir de L'Embalse de Linares del Arroyo sur est sur les communes de Maderuelo et Montejo de la Vega de la Serrezuela
Le Riaza traverse le parc naturel des gorges du Riaza (es)

## Galerie

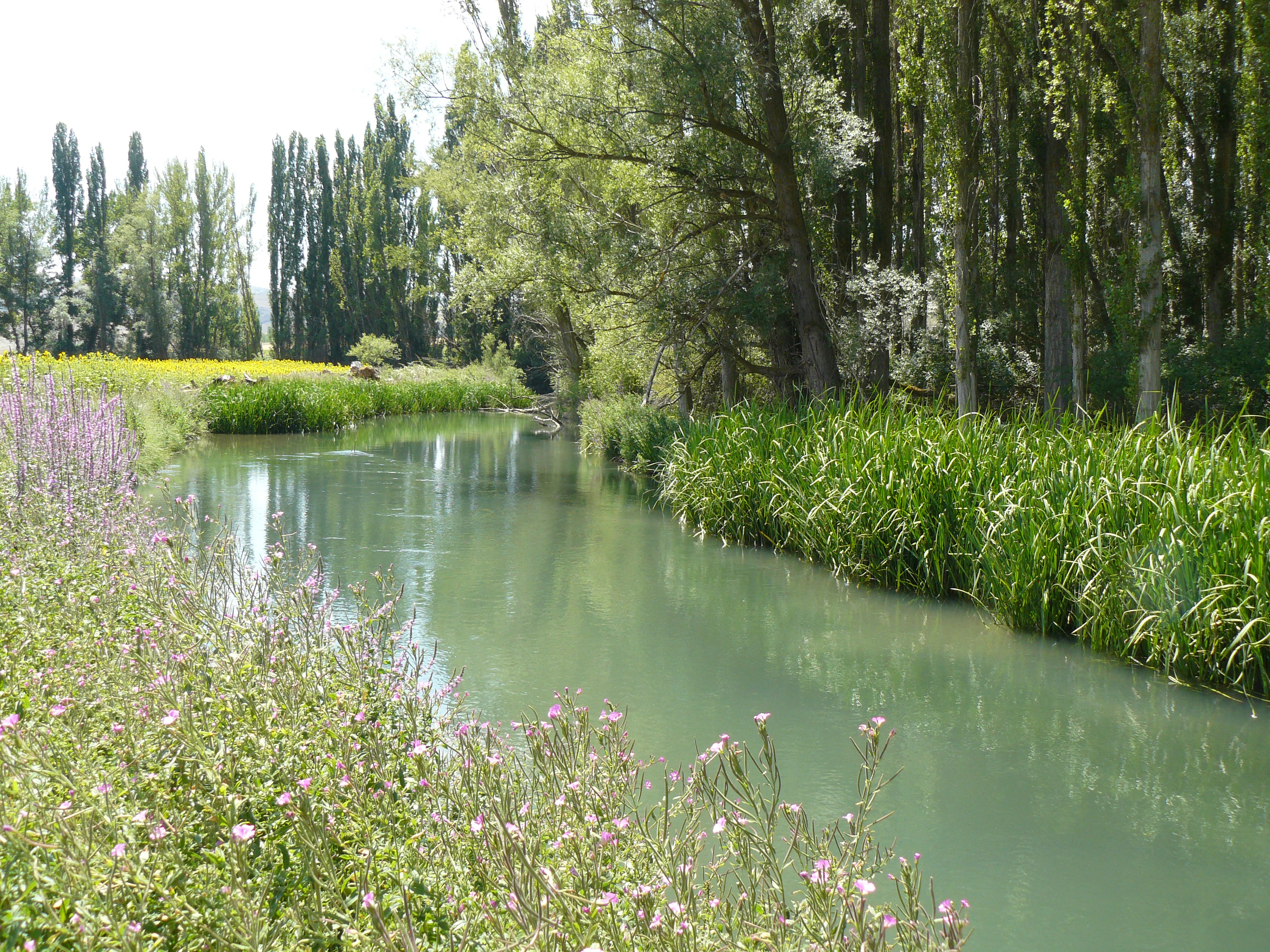
Río Riaza entre Montejo de la Vega de la Serrezuela et Torregalindo.
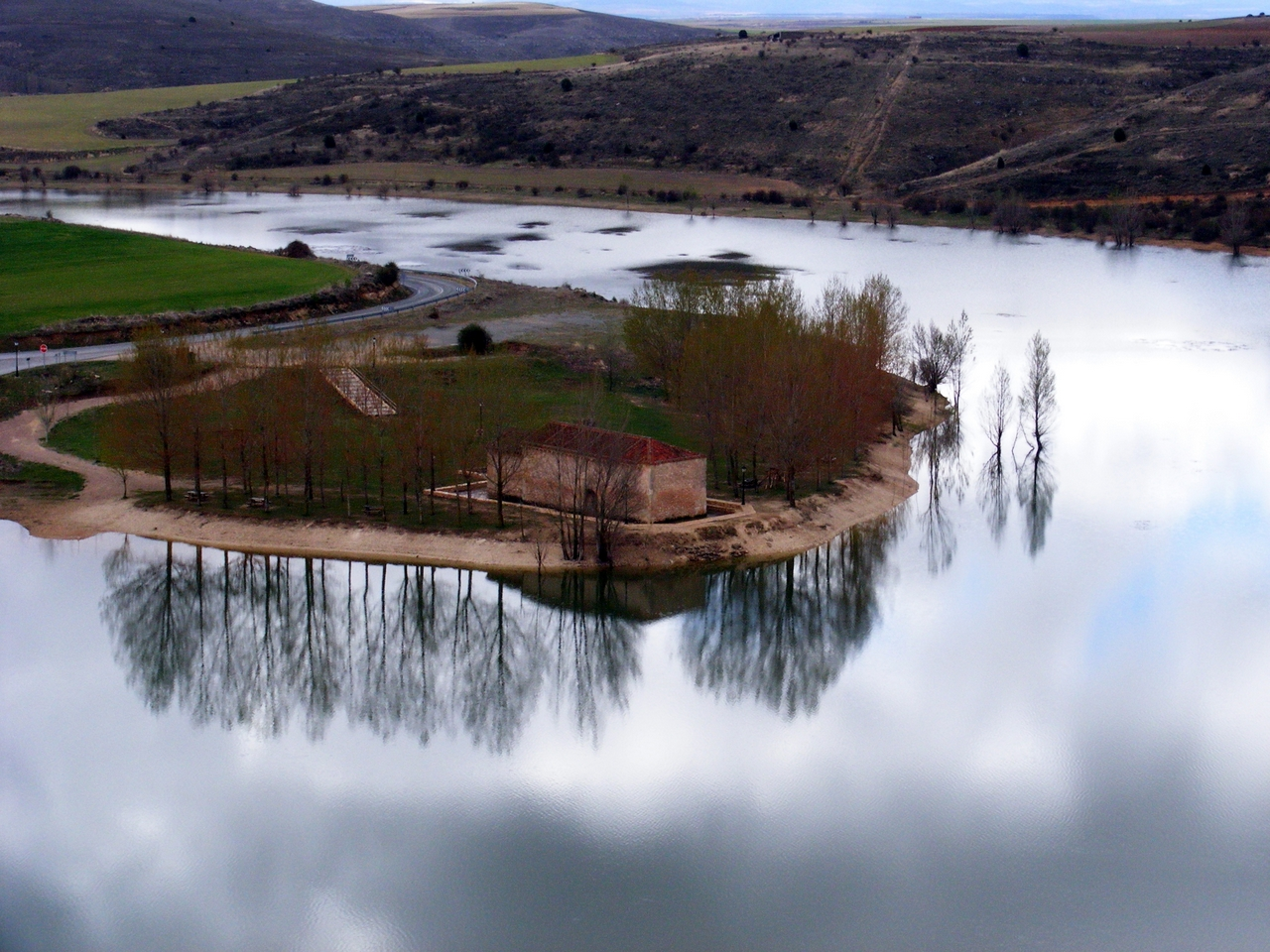
Ermitage de la Vera Cruz près du réservoir de Linares del Arroyo

## Source de la traduction
- (es) Cet article est partiellement ou en totalité issu de l’article de Wikipédia en espagnol intitulé « Río Riaza » (voir la liste des auteurs).